# Pałac prezydencki w Kiszyniowie
Pałac Prezydencki – oficjalna rezydencja prezydenta Mołdawii. Obiekt znajduje się w stolicy kraju, Kiszyniowie, przy bulwarze Stefana III Wielkiego, naprzeciwko budynku parlamentu.

## Historia
Budynek został zbudowany w latach 1984–1987. Został zaprojektowany jako nowy budynek Rady Najwyższej Mołdawskiej SRR. Po uzyskaniu niepodległości przez Mołdawię budynek stał się rezydencją prezydenta Mołdawii. Po zdewastowaniu podczas zamieszek 7 kwietnia 2009 roku budynek został zamknięty. Jeszcze w 2009 roku rozpoczęto remont, ale został on wstrzymany w 2010 roku z powodu braku pieniędzy. W 2018 roku remont był możliwy dzięki wsparciu rządu tureckiego. Był to prezent dla mieszkańców Mołdawii. Roboty wykonała firma budowlana z Ankary Sonbay, która wygrała przetarg przeprowadzony przez Turecką Agencję ds. Koordynacji i Współpracy. Po remoncie Prezydent opublikował film pokazujący zniszczenia i stan pałacu po remoncie oraz obiecał, że przynajmniej raz na dwa tygodnie będzie dzień otwarty i każdy mieszkaniec Mołdawii będzie mógł wejść do pałacu. Ponowne otwarcie pałacu nastąpiło 17 października 2018 roku z udziałem prezydenta Igora Dodona i prezydenta Turcji Recepa Tayyipa Erdoğana.

## Opis
Budynek ma konstrukcję żelbetową, pokrytą białymi kamiennymi płytami i okna z kolorowego szkła. Klatki schodowe wykonano z czerwonego i czarnego marmuru. Nad głównym portalem umieszczono wykonany w brązie herb Republiki Mołdawii z napisem mówiącym, że jest to budynek zajmowany przez Prezydenta Republiki Mołdawii. Budynek jest zabytkiem o znaczeniu krajowym. W budynku znajduje się biblioteka, a w Wielkiej Sali została 27 sierpnia 1991 roku przegłosowana Deklaracja Niepodległości Republiki Mołdawii.